# Kórház utca (Brassó)
A Kórház utca (románul: Strada Postăvarului, németül: Spitalsgasse) Brassó belvárosának egyik utcája. A Kapu utcával párhuzamosan fut, a Tehénpiac (Strada Diaconul Coresi, Kühmarkt) utcától a Rezső körútig (Strada Eroilor, Rudolfsring). A vár Quartale Portica negyedéhez tartozott. Főleg kétszintes lakóházakból áll, ma is őrizve 18. századi kinézetét; nyolc épületet műemléknek nyilvánítottak. Gyalogos sétálóutca, autóval csak korlátozottan járható.

## Elnevezése
A legelső feljegyzések Nova Platea (Új utca) néven említik. 1541-ben Dy spydoltgasse (Kórház utca), 1543-ban Spitalneugasse (Kórház-új utca), 1575-ben Neugasz (Új utca) néven jelenik meg. Román elnevezése kezdetben Ulița spitalului (Kórház utca), 1920–1947 között I. C. Brătianu, 1947–1966 között Molotov, 1966 óta Strada Postăvarului. Ez utóbbi név a posztóműves céhre és a közelben levő bástyájukra utal, nem pedig a Keresztényhavasra, melyet románul szintén Postăvarunak neveznek.

## Története
Az utca korai története a Szent Antal kórházhoz és a mellette álló, Szent Antalnak szentelt kápolnához (ún. Ispotályosok temploma) és temetőjéhez köthető. A kórházat legelőször a 15. század elején említik, mikor Zsigmond magyar király elrendelte, hogy az adókból évente két ezüstmárkát juttassanak az itt ápolt szegényeknek (pro pauperibus in hospitali degentibus). 1413-ban ismét megemlítik abból az alkalomból, hogy Mychael von Weidenbach egy forintot adományozott az intézménynek. A kórház és kápolnája feltételezések szerint a 14. század első feléből származik; akkoriban ez a terület még kívül esett a városmagot körülvevő cölöperődön és tisztes távolságra volt a Katalin-udvartól, valószínűleg ezért építették fel ezen a helyen a fertőző betegeket is kezelő intézményt. A kápolna Orbán Balázs szerint azonos az 1515-ben említett Mindszentek kápolnájával.
Maga a Kórház utca a 15. században alakult ki, az őt közrefogó Kapu utca és Fekete utca telkeinek megrövidítése és az üres terület újraparcellázása következtében. Legelőször egy 1475-ös adónyilvántartásban jelenik meg Nova Platea (Új utca) néven; ekkor főleg a csizmadia céh tagjai lakták.
Az utca nagy része – beleértve a kórházat és a templomot is – leégett az 1689-es és 1718-as tűzvészekben, és több évig tartott, míg az épületeket helyrehozták.
A reformáció után elhagyott Ispotályosok templomát 1716-ban a magyar és szász lutheránusoknak ítélték, az 1718-as tűz után újjáépítését nem engedélyezték. 1785-ben a magyar reformátusok kapták meg a romos épületet, majd később a zsidók zsinagógává alakították át, és 1826-ig használták.
A kórház a 18. században elvesztette eredeti funkcióját, főleg menhelyként szolgált, ahol dolgozni nem tudó, idős vagy fogyatékos emberek éltek; emellett utazóknak is szállást adott. A kórházat és a templom romjait 1908-ban bontották el, később itt építették fel a Korona Szálló déli szárnyát (jelenleg Hotel Postăvarul).
2010-ben nagyméretű felújításokat végeztek az utcán, és gyalogos övezetté alakították át.

## Műemlékek
Az utcából nyolc épület szerepel a romániai műemlékek jegyzékében.
| \| Házszám \| Kép \| Megnevezés \| Építés dátuma \| Műemlék kódja \| \| ------- \| --- \| ---------- \| ------------- \| --------------- \| \| 10 \| \| Lakóház \| 18. század \| BV-II-m-B-11522 \| \| 22 \| \| Lakóház \| 18. század \| BV-II-m-B-11523 \| \| 24 \| \| Lakóház \| 1800 körül \| BV-II-m-B-11524 \| \| 31 \| \| Lakóház \| 18. század \| BV-II-m-B-11525 \| \| 36 \| \| Lakóház \| 17. század \| BV-II-m-B-11526 \| \| 37 \| \| Lakóház \| 17–18. század \| BV-II-m-B-11527 \| \| 42 \| \| Lakóház \| 18–20. század \| BV-II-m-B-11528 \| \| 66 \| \| Lakóház \| 18–20. század \| BV-II-m-B-11529 \| |     |            |               |                 |
| Házszám | Kép | Megnevezés | Építés dátuma | Műemlék kódja   |
| 10 |     | Lakóház    | 18. század    | BV-II-m-B-11522 |
| 22 |     | Lakóház    | 18. század    | BV-II-m-B-11523 |
| 24 |     | Lakóház    | 1800 körül    | BV-II-m-B-11524 |
| 31 |     | Lakóház    | 18. század    | BV-II-m-B-11525 |
| 36 |     | Lakóház    | 17. század    | BV-II-m-B-11526 |
| 37 |     | Lakóház    | 17–18. század | BV-II-m-B-11527 |
| 42 |     | Lakóház    | 18–20. század | BV-II-m-B-11528 |
| 66 |     | Lakóház    | 18–20. század | BV-II-m-B-11529 |

## Képek

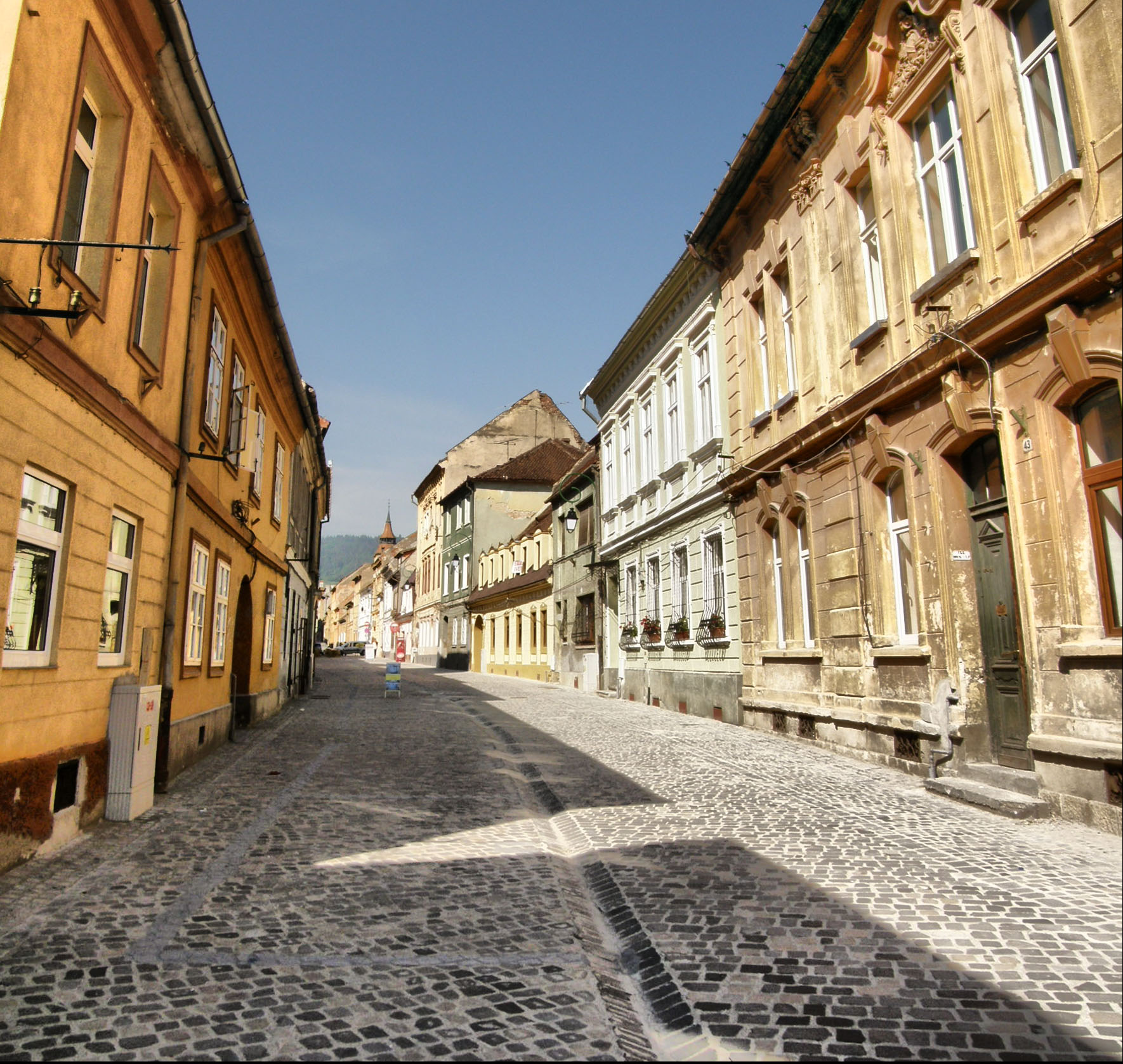
Kórház utca
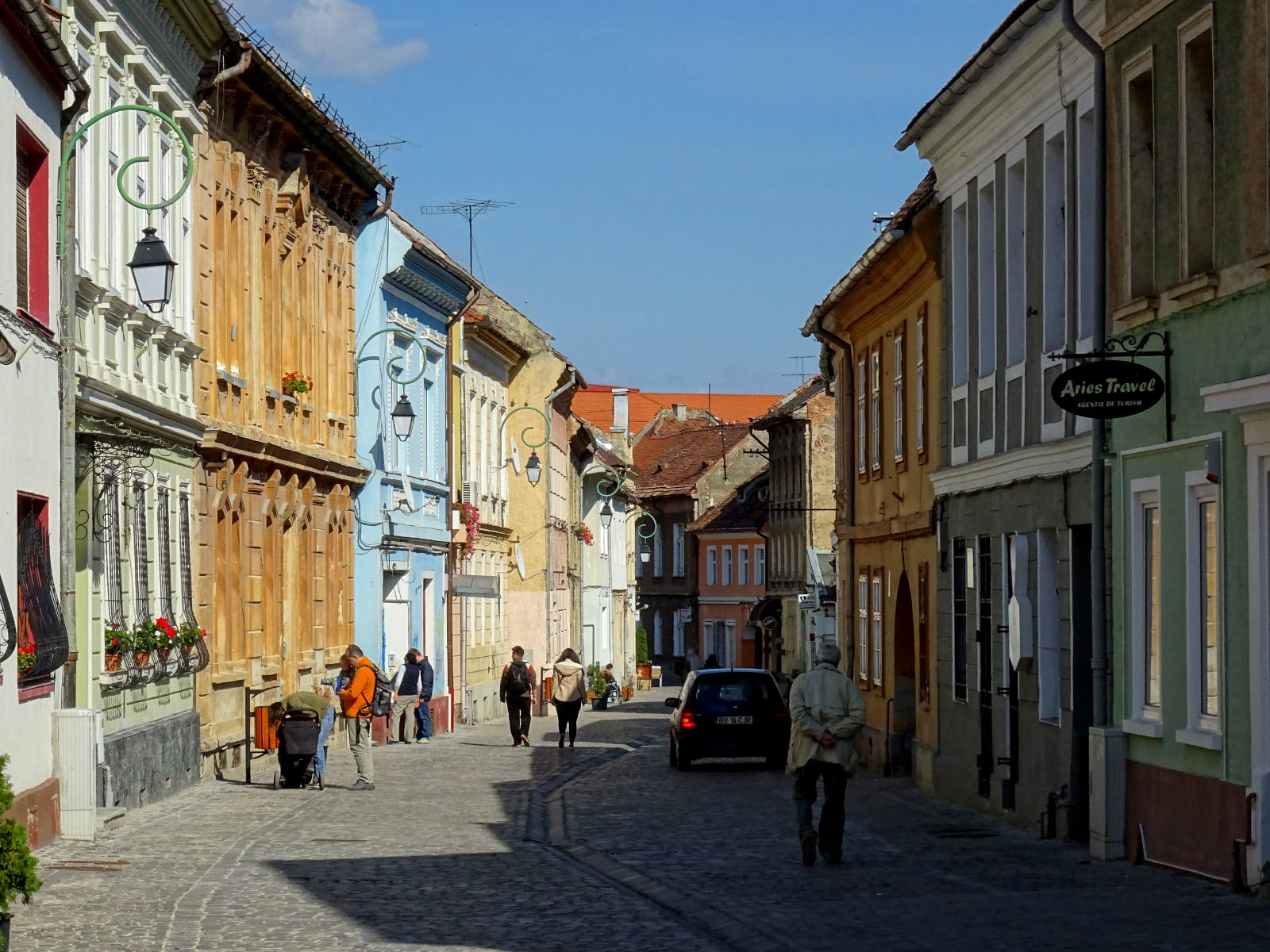
Kórház utca
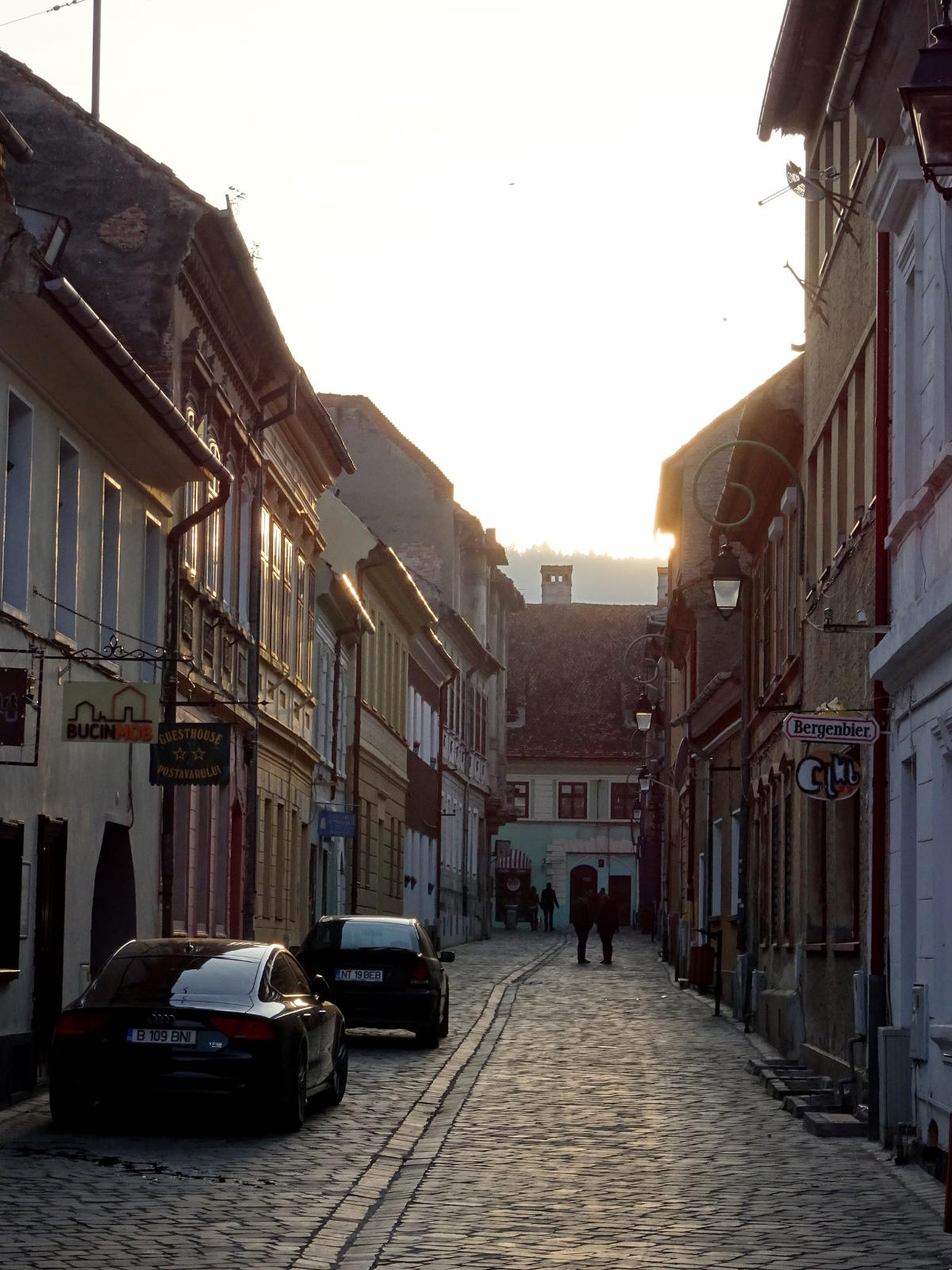
Kórház utca
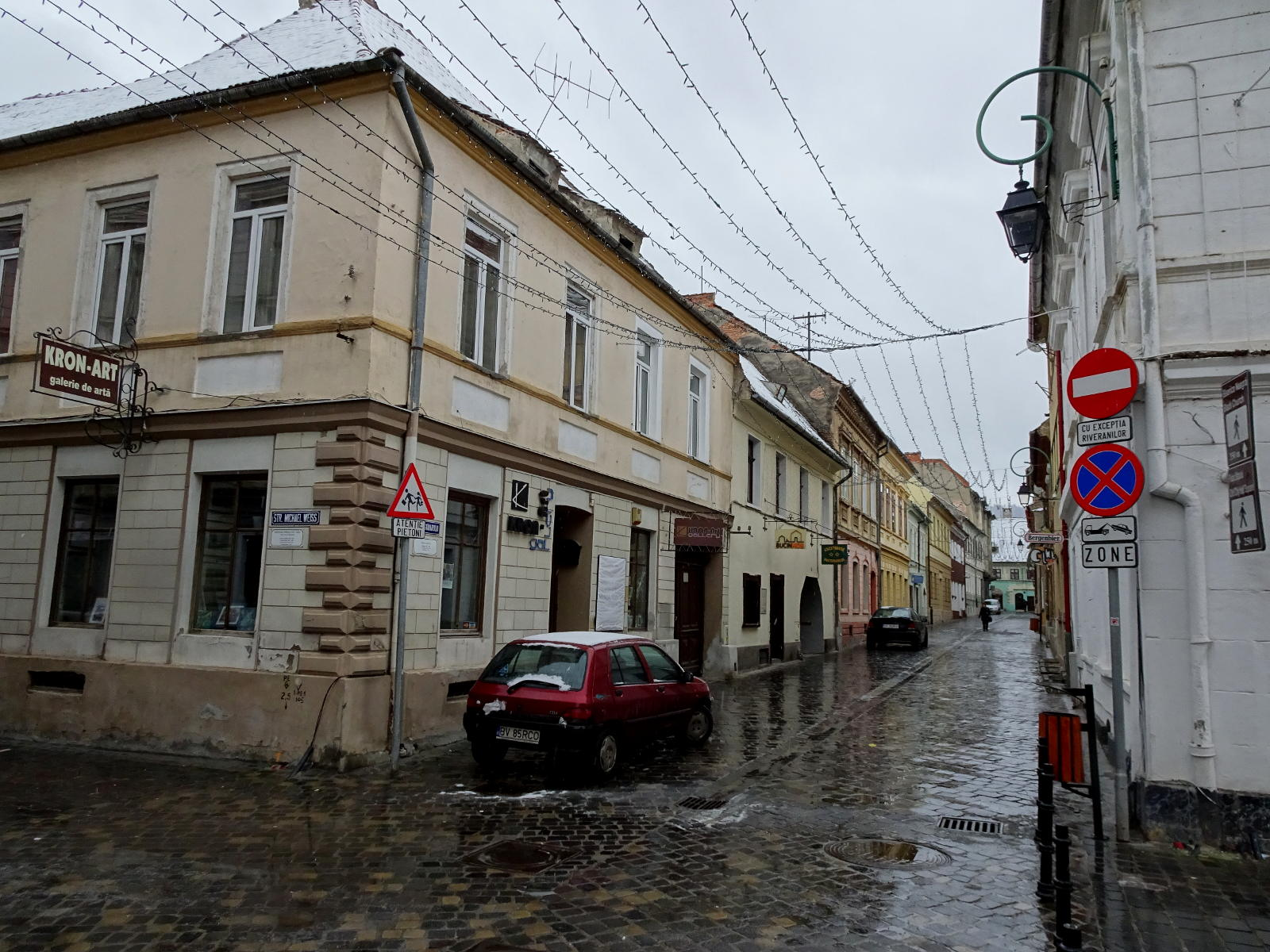
Kórház utca és Michael Weiss utca sarka
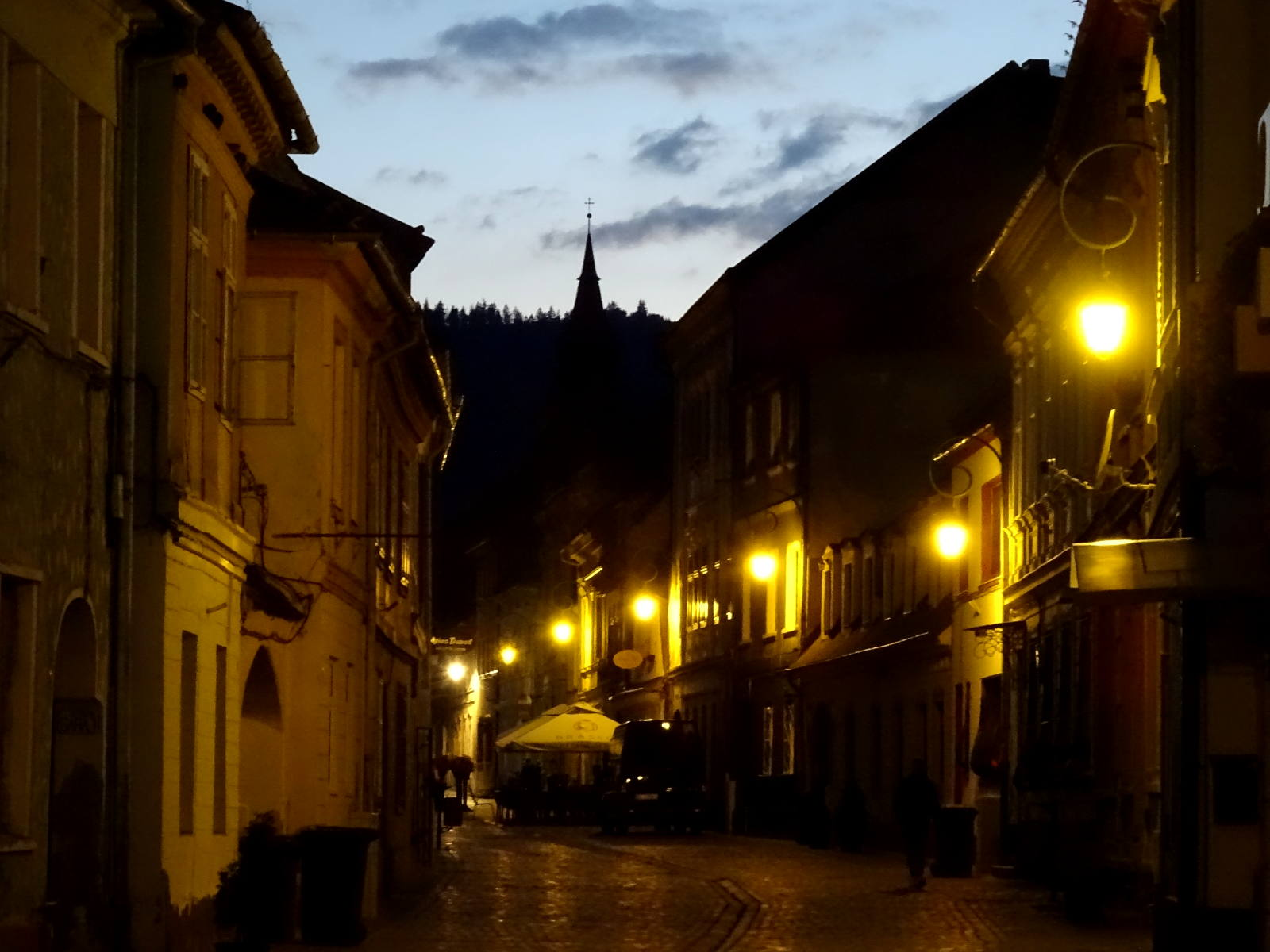
Kórház utca este